# Saint-Martin-la-Pallu
Saint-Martin-la-Pallu es una comuna nueva francesa situada en el departamento de Vienne, de la región de Nueva Aquitania.

## Historia
Fue creada el 1 de enero de 2017, en aplicación de una resolución del prefecto de Vienne de 19 de julio de 2016 con la unión de las comunas de Blaslay, Charrais, Cheneché y Vendeuvre-du-Poitou, pasando a estar el ayuntamiento en la antigua comuna de Vendeuvre-du-Poitou.
El 1 de enero de 2019 absorbió la comuna de Varennes.

## Demografía
Según los datos aportados en la última resolución del prefecto de Vienne, la comuna nueva pasa a tener 5647 habitantes.

## Composición
| Comuna fusionada    | Código INSEE | Población (2014) | Superficie (km²) | Densidad (hab./km²) |
| ------------------- | ------------ | ---------------- | ---------------- | ------------------- |
| Blaslay             | 86030        | 576              | 19.67            | 29                  |
| Charrais            | 86060        | 1060             | 14.63            | 72                  |
| Cheneché            | 86071        | 361              | 5.15             | 70                  |
| Varennes            | 86277        | 344 (2016)       | 12.8             | 27                  |
| Vendeuvre-du-Poitou | 86281        | 3169             | 41.62            | 76                  |